# Erythrophyllum macrophyllum
Erythrophyllum macrophyllum là một loài Rêu trong họ Pottiaceae. Loài này được (Broth.) Hilp. mô tả khoa học đầu tiên năm 1933.